# جلیقه (فیلم)
جلیقه یا ژاکت (به انگلیسی: The Jacket)، یک فیلم آمریکایی دلهره‌آور روان‌شناختی و علمی-تخیلی محصول ۲۰۰۵ به کارگردانی جان‌می‌بوری است و بازیگرانی مانند آدرین برودی، کیرا نایتلی، کریس کریستوفرسون و جنیفر جیسن لی در آن به ایفای نقش پرداخته‌اند. این فیلم تا حدودی بر اساس رمان ستاره گرد جک لندن است که در سال ۱۹۱۵ منتشر شده است.

## خلاصه فیلم
یک کهنه سرباز جنگ خلیج فارس در اثر حادثه ایی مجرم تلقی شده و دریک آسایشگاه روانی زندانی میشود، اما تحت آزمایش های غیر قانونی دکتر بکر و کارکنانش قرار میگیرد، او در می یابد که در جریان آزمایشات به 15 سال آینده سفر میکند و ...

## بازیگران
- آدرین برودی در نقش جک استارکز
- کیرا نایتلی در نقش جکی پرایس
- کریس کریستوفرسون در نقش دکتر توماس بکر
- جنیفر جیسن لی در نقش دکتر لورنسون
- کلی لینچ در نقش جین پرایس
- دنیل کریگ در نقش رودی مکنزی
- جیسون لوئیس در نقش افسر هریسون
- لورا مارانو در نقش جوانی جکی
- نایجل ویتمی
- پال برچرد
- ریچارد دوردن